# Wi Ha-joon

Wi Ha-joon (hangul: 위하준; hanja: 魏夏俊; rr: Wi Ha-joon; MR: Wi Ha-joon; Soan-myeon, Wando-gun, 5 de agosto de 1991), nascido Wi Hyun-yi ( 위현이 ), é um ator sul-coreano. Ele é mais conhecido pelo seu papel seu papel como Hwang Jun-ho em Squid Game. Wi também estrelou filmes como Gonjiam: Haunted Asylum (2018), Shark: The Beginning (2021) e Midnight (2021), assim como as séries de televisão Something in the Rain (2018), Romance Is a Bonus Book (2019), 18 Again (2020), Bad and Crazy (2021), Little Women (2022), The Worst of Evil (2023) e The Midnight Romance in Hagwon (2024). No ano de 2022, a GQ Korean nomeou Wi como um dos Homens do Ano. Wi é gerenciado pela agência MSTeam Entertainment.

## Início da vida e educação
Wi nasceu no dia 5 de agosto de 1991, em Soan- myeon, Wando-gun, na ilha de Soando, província de Jeolla do Sul, Coreia do Sul, ele foi criado em uma fazenda de abalones de sua família. Ele frequentou a Universidade Sungkyul, fazendo especialização em teatro e cinema. Wi completou o seu serviço militar antes de estrear como ator.

## Carreira
Wi fez sua estreia como ator no ano de 2012, estrelando no curta-metragem Peace in Them. Ele fez pequenas aparições em vários filmes antes de ser escalado para interpretar um papel principal no filme Gonjiam: Haunted Asylum lançado em 2018. No mesmo ano, Wi atuou em um papel coadjuvante na série de televisão Something in the Rain.
No ano de 2019, Wi atuou na série de televisão Romance Is a Bonus Book ao lado dos atores Lee Jong-suk, Lee Na-young e Jung Yoo-jin. A série recebeu críticas positivas e Wi foi muito elogiado por sua atuação, sendo assim indicado ao prêmio de Melhor Novo Ator - Televisão no 55º Baeksang Arts Awards. Em 2020, Wi apareceu na série de televisão 18 Again, baseada no filme norte-americano 17 Again, como um famoso atleta de beisebol.
Wi recebeu reconhecimento internacional pelo seu papel como Hwang Jun-ho, um policial que entra furtivamente no jogo para encontrar seu irmão desaparecido, na série de sucesso Squid Game (2021) lançada pela Netflix. O elenco foi elogiado pelos críticos por sua atuação e a série ganhou indicações e prêmios, incluindo seis Primetime Emmy Awards e o Grande Prêmio no 58º Baeksang Arts Awards. A série foi renovada para uma segunda e terceira temporada, com Wi definido para reprisar seu papel como Hwang Jun-ho em 2024 e 2025.
Em 2021, Wi também interpretou um serial killer no filme de suspense Midnight e estrelou ao lado do ator Lee Dong-wook na série de televisão Bad and Crazy. No ano de 2022 Wi retornou com a série As Três Irmãs da Netflix. No seu episódio final, a série alcançou classificações de dois dígitos na região da Coreia do Sul.
Em 2023, ele estrelou na série da Disney+ The Worst of Evil ao lado de Ji Chang-wook e Im Se-mi, e na série da Netflix Gyeongseong Creature ao lado dos atores Park Seo-joon, Han So-hee, Soo Hyun, Kim Hae-sook e Jo Han-chul.

## Endossos
- Embaixador de relações públicas de Son-myeon (2022)[11]

## Discografia

### Aparições em trilhas sonoras
| Título                                                                                    | Ano  | Melhores posições nas paradas | Álbum                        |
| Título                                                                                    | Ano  | COR                           | Álbum                        |
| ----------------------------------------------------------------------------------------- | ---- | ----------------------------- | ---------------------------- |
| "Maybe It's Too Late" (늦은 거겠지)                                                       | 2018 | —                             | Matrimonial Chaos OST Part 2 |
| "—" denota lançamentos que não entraram nas paradas ou não foram lançados naquela região. |      |                               |                              |

## Filmografia

### Filmes
| Ano  | Título                  | Papel                   | Notas                              | Ref.          |
| ---- | ----------------------- | ----------------------- | ---------------------------------- | ------------- |
| 2012 | Peace in Them           | Ji-hwan                 | Curta-metragem                     |               |
| 2015 | Coin Locker Girl        | Woo-gon (jovem)         |                                    | [ 12 ]        |
| 2015 | Bad Guys Always Die     | Cha Myung-ho            | Co-produção da China-Coreia do Sul |               |
| 2016 | Eclipse                 | Jung-tae                |                                    |               |
| 2017 | Anarchist from Colony   | Jovem coreano na prisão |                                    |               |
| 2017 | The Chase               | Jung-hyuk (jovem)       |                                    |               |
| 2018 | Gonjiam: Haunted Asylum | Ha-joon                 |                                    | [ 13 ]        |
| 2019 | Miss & Mrs. Cops        | Jung Woo-jun            |                                    |               |
| 2021 | Shark: The Beginning    | Jeong Do-hyeon          |                                    | [ 14 ] [ 15 ] |
| 2021 | Midnight                | Do-shik                 |                                    | [ 16 ]        |

### Séries de televisão
| Ano       | Título                         | Papel         | Notas                              | Ref.          |
| --------- | ------------------------------ | ------------- | ---------------------------------- | ------------- |
| 2016      | Goodbye Mr. Black              | Ha-joon       |                                    | [ 17 ]        |
| 2017      | My Golden Life                 | Ryu Jae-shin  |                                    | [ 18 ]        |
| 2018      | Something in the Rain          | Yoon Seung-ho |                                    | [ 19 ]        |
| 2018      | Matrimonial Chaos              | Im Si-ho      |                                    | [ 20 ]        |
| 2019      | Romance Is a Bonus Book        | Ji Seo-joon   |                                    | [ 21 ]        |
| 2020      | Soul Mechanic                  | Oh Yoo-min    | Aparição especial (Episódio 1 e 4) | [ 22 ]        |
| 2020      | 18 Again                       | Ye Ji-hoon    |                                    | [ 23 ]        |
| 2021–2022 | Bad and Crazy                  | K             |                                    | [ 24 ]        |
| 2021–2025 | Squid Game                     | Hwang Jun-ho  |                                    | [ 25 ] [ 26 ] |
| 2022      | As três irmãs                  | Choi Do-il    |                                    | [ 27 ]        |
| 2023      | The Worst of Evil              | Jung Gi-cheol |                                    | [ 28 ]        |
| 2023–2024 | Gyeongseong Creature           | Kwon Jun-taek | Primeira Temporada                 | [ 29 ]        |
| 2024      | The Midnight Romance in Hagwon | Lee Jun-ho    |                                    | [ 30 ]        |

### Web séries
| Ano  | Título           | Papel          | Notas             | Ref.          |
| ---- | ---------------- | -------------- | ----------------- | ------------- |
| 2018 | With Coffee      | Lee Ha-min     |                   | [ 31 ] [ 32 ] |
| ASA  | Shark: The Storm | Jeong Do-hyeon | Aparição especial | [ 33 ]        |

### Programas de televisão
| Ano  | Título      | Notas                                      | Ref.   |
| ---- | ----------- | ------------------------------------------ | ------ |
| 2018 | Island Trio | Segunda Temporada, aparição como convidado | [ 34 ] |

## Prêmios e indicações
| Cerimônia                  | Ano  | Categoria                                                | Nomeado / Trabalho      | Resultado | Ref.   |
| -------------------------- | ---- | -------------------------------------------------------- | ----------------------- | --------- | ------ |
| Korea Drama Awards         | 2018 | Best New Actor                                           | Something in the Rain   | Indicado  | [ 35 ] |
| Grand Bell Awards          | 2018 | Best New Actor                                           | Gonjiam: Haunted Asylum | Indicado  | [ 36 ] |
| Chunsa Film Art Awards     | 2018 | Best New Actor                                           | Gonjiam: Haunted Asylum | Indicado  | [ 36 ] |
| Blue Dragon Film Awards    | 2018 | Best New Actor                                           | Gonjiam: Haunted Asylum | Indicado  | [ 37 ] |
| Baeksang Arts Awards       | 2019 | Best New Actor – Television                              | Romance Is a Bonus Book | Indicado  | [ 38 ] |
| Screen Actors Guild Awards | 2022 | Outstanding Performance by an Ensemble in a Drama Series | Squid Game              | Indicado  | [ 39 ] |

### Listas
| Editor | Ano  | Lista                                                                | Colocação | Ref.   |
| ------ | ---- | -------------------------------------------------------------------- | --------- | ------ |
| Cine21 | 2021 | Novos atores que liderarão a indústria de conteúdo de vídeos em 2022 | 5°        | [ 40 ] |
| Cine21 | 2021 | Atores que liderarão a indústria de conteúdo de vídeos em 2022       | 6°        | [ 40 ] |

## Ligações Externas
- Commons